# 安城市 (韓國)
安城市（：／ Anseong si */?）是大韓民國京畿道南部的一個城市。东鄰利川市，西與平澤市接壤，南邊是忠清南道天安市西北區及忠清南道陰城郡和鎮川郡，北邊是龍仁市。

## 高等教育
- 安城理工學院（英语：Korea Women's Polytechnic），前稱安城女子理工學院（Ansung Women's Polytechnic College），是韓國唯一的女子理工學院。
- 浸禮神學大學（英语：Capital Baptist Theological Seminary）
- 中央大學安山校區
- 東亞放送藝術大學
- 斗源工科大學（英语：Doowon Technical University College）
- 韓京大學（英语：Hankyong National University）